# Jürgen Dahl
Jürgen Dahl (* 18. Oktober 1929 in Moers; † 6. Oktober 2001 in Kranenburg) war ein deutscher Buchhändler, Journalist und Autor.

## Leben
Der Sohn des Malers Oskar Dahl war nach einer Ausbildung in Buchhandel und Verlag von 1955 bis 1997 selbstständiger Buchhändler und Gründer der nach ihm benannten Krefelder Buchhandlung auf der Neuen Linner Straße 90. Danach arbeitete er als freier Schriftsteller und Journalist. Bekannt wurde er durch seine Gartenkolumnen in den Zeitschriften natur, kraut & rüben, Flora und dem ZEITmagazin sowie als Autor zahlreicher philosophischer und naturwissenschaftlicher Artikel und Bücher. Ab 1974 war er Mitherausgeber der Zeitschrift Scheidewege, einer Jahresschrift für skeptisches Denken, die von Friedrich Georg Jünger und Max Himmelheber gegründet worden war. Der Westdeutsche Rundfunk sendete Vorträge von Jürgen Dahl. Als Gärtner beschäftigte er sich viel mit naturkundlichen und ökologischen Fragen. Zuletzt lebte er mit seiner Frau Hella auf dem Lindenhof in Kranenburg bei Kleve am Niederrhein, dessen Zier-, Nutz- und Lehrgarten in den Sommermonaten an Samstagen für Besucher offenstand.

## Werk

### Künstlerisches Schaffen
Dahl interessierte sich schon früh für die Sprache mit all ihren Ausformungen und sammelte Limericks, Rätsel und alte Komplimente. Ab 1958 veröffentlichte er Anthologien sowie kritische Abhandlungen beispielsweise über Autos, Atomenergie und Astronomie, bis er dann ab Mitte der 80er Jahre vor allem über Pflanzen, Garten und Ökologie schrieb. Er ermunterte zu Staunen und Ehrfurcht gegenüber der belebten Natur, die er durch Pestizide und rücksichtslose Ausbeutung gefährdet sah. Als skeptischer Umweltbeobachter und Kenner der Botanik erklärte er ökologische Zusammenhänge und forderte auf, nicht gegen die Natur zu arbeiten, sondern verantwortlich zu handeln. Er hinterfragte die Ursachen der schleichenden Zerstörung und warnte vor gefährlichen Fortschrittsillusionen und vermeintlichen Verbesserungen.
Seine Schreibweise ist nüchtern aber fesselnd und oft humorvoll, zuweilen ironisch und polemisch mit bissigen Seitenhieben gegen Biologen, Ökologen, Physiker, Mediziner und Marktwissenschaftler. Seine Gartenbücher unterscheiden sich von den landläufigen Ratgebern und führen den Leser zu einer neuen Art von Naturbetrachtung. Das rein Dekorative der Gartengestaltung ist bei ihm nebensächlich. Er beschreibt nicht nur viele unscheinbare und kaum bekannte Pflanzen, sondern ermutigt zu undogmatischem Gärtnern, zum Überprüfen alter Regeln und zum Selbstexperimentieren. Der Gebrauch aller Sinne ist ihm wichtig, indem er etwa einen Stinkgarten im Gegensatz zum Duftgarten vorschlägt oder aufzeigt, welche Pflanzen essbar sind. Er trug neben anderen dazu bei, dass alte Obst- und Gemüsesorten vor dem Vergessen gerettet wurden.

### Werke
- 99 Limericks mit dem nötigsten Kommentar für Nicht-Engländer und mit Zeichnungen von Reiner Zimnik. (1958)
- Shanties. Langewiesche-Brandt, Ebenhausen b. München 1959, DNB 450860280
- Nachtfrauen und Galsterweiber. Eine Naturgeschichte der Hexe. Langewiesche-Brandt, Ebenhausen b. München 1960, DNB 450860256
- 111 Limericks, illustriert von Paul Flora. (1961)
- Maccaronisches Poetikum oder Nachtwächteri veniunt cum Spiessibus atque Laternis. Langewiesche-Brandt, Ebenhausen b. München 1962, DNB 450860264
- Es steht hinterm Haus. Deutsche Rätsel aus dem Volksmund und von unbekannten Verfassern gesammelt und eingeleitet von Jürgen Dahl. Langewiesche-Brandt, Ebenhausen b. München 1963, DNB 450860191
- Ich sag dir nicht, was ich dir sage. Langewiesche-Brandt, Ebenhausen b. München 1964, DNB 452188962
- Clerihews. Langewiesche-Brandt, Ebenhausen b. München 1964, DNB 450860183
- Jugend der Maschinen. Bilder aus der Enzyklopädie von Diderot und d'Alembert, herausgegeben von Jürgen Dahl. Ebenhausen b. München : Langewiesche-Brandt 1965, DNB 452258197
- Wie man mit Sprache Stimmung macht. Ahrensburg, Damokles-Verlag 1965, DNB 450860299
- Wörterschrank. Mit sieben Schubladen, einer Einleitung und einer Anleitung. Ebenhausen b. München 1966, DNB 456308466
- Neue Sammlung alter Complimente. S. Fischer Verlag, Frankfurt a. M. 1967, DNB 457684283
- Scherzfragen-Vorlesebuch. Langewiesche-Brandt, Ebenhausen b. München 1967, DNB 458830801
- Reisen nach Nirgendwo. Ein geographisches Lügengarn aus vielerlei fremden Fäden zusammengesponnen. Rauch, Düsseldorf 1967, DNB 450860272
- Mitteilungen eines Überlebenden. Kritische Artikel. Langewiesche-Brandt, Ebenhausen b. München 1969, DNB 456308458
- Der Anfang vom Ende der Autos. Langewiesche-Brandt, Ebenhausen b. München 1972, ISBN 3-7846-0069-7
- Einrede gegen die Mengenlehre. Einrede gegen die Mobilität. Einrede gegen Plastic. Langewiesche-Brandt, Ebenhausen b. München 1974, ISBN 3-7846-0079-4
- Aufschlüsse: Kalkstein, Feuerstein, Schiefer. Drei Versuche zur Geologie. Langewiesche-Brandt, Ebenhausen b. München 1977, ISBN 3-7846-0098-0
- Auf Gedeih und Verderb. Kommt Zeit, kommt Unrat. Langewiesche-Brandt, Ebenhausen b. München 1977, ISBN 3-7846-0096-4
- Der Tag des Astronomen ist die Nacht. Von der Vergeblichkeit der Himmels-Erforschung. Langewiesche-Brandt, Ebenhausen b. München 1979, ISBN 3-7846-0110-3
- Limericks & Clerihews. Langewiesche-Brandt, Ebenhausen b. München 1981, DNB 810750805
- Der unbegreifliche Garten und seine Verwüstung: über Ökologie und über Ökologie hinaus. Klett-Cotta Verlag, Stuttgart 1984, ISBN 3-608-93074-4
- Wildpflanzen im Garten. Aussaat und Pflanzung, Pflege und Vermehrung. Gräfe und Unzer, München 1985, ISBN 3-7742-1640-1
- Nachrichten aus dem Garten. Praktisches, Nachdenkliches und Widersetzliches / aus einem Garten für alle Gärten. Klett-Cotta Verlag, Stuttgart 1987, ISBN 3-608-93120-1
- Neue Nachrichten aus dem Garten. Klett-Cotta Verlag, Stuttgart 1987, ISBN 3-608-93098-1
- Die Erde weint. Frühe Warnungen vor der Verwüstung. dtv, München 1987, ISBN 3-423-10751-0
- Die Verwegenheit der Ahnungslosen. Klett-Cotta Verlag, Stuttgart 1989, ISBN 3-608-93151-1
- Zeit im Garten: zwölf Gänge durch den Garten am Lindenhof und anderswo. dtv, München 1991, ISBN 3-423-30391-3
- Vom Geschmack der Lilienblüten. Neueste Nachrichten aus dem Garten. dtv, München 1995, ISBN 3-423-30464-2
- Der Stinkgarten oder die Faszination des Gegenteils. Klett-Cotta Verlag, Stuttgart 1997, ISBN 3-608-91003-4
- Der neugierige Gärtner. dtv, München 1998, ISBN 3-423-36087-9
- Mein geliebtes Heu. Notizen zum Herbarium. Manuscriptum, Leipzig 2000, ISBN 3-933497-62-0
- Bitteres Lachen im grünen Bereich. Essays und Glossen eines Skeptikers. Graue Edition, Zug 2001, ISBN 3-906336-32-8

## Auszeichnungen
- Deutscher Journalistenpreis (1965)
- Bruno-H.-Schubert-Preis für Naturschutz (1987)